# Karczma

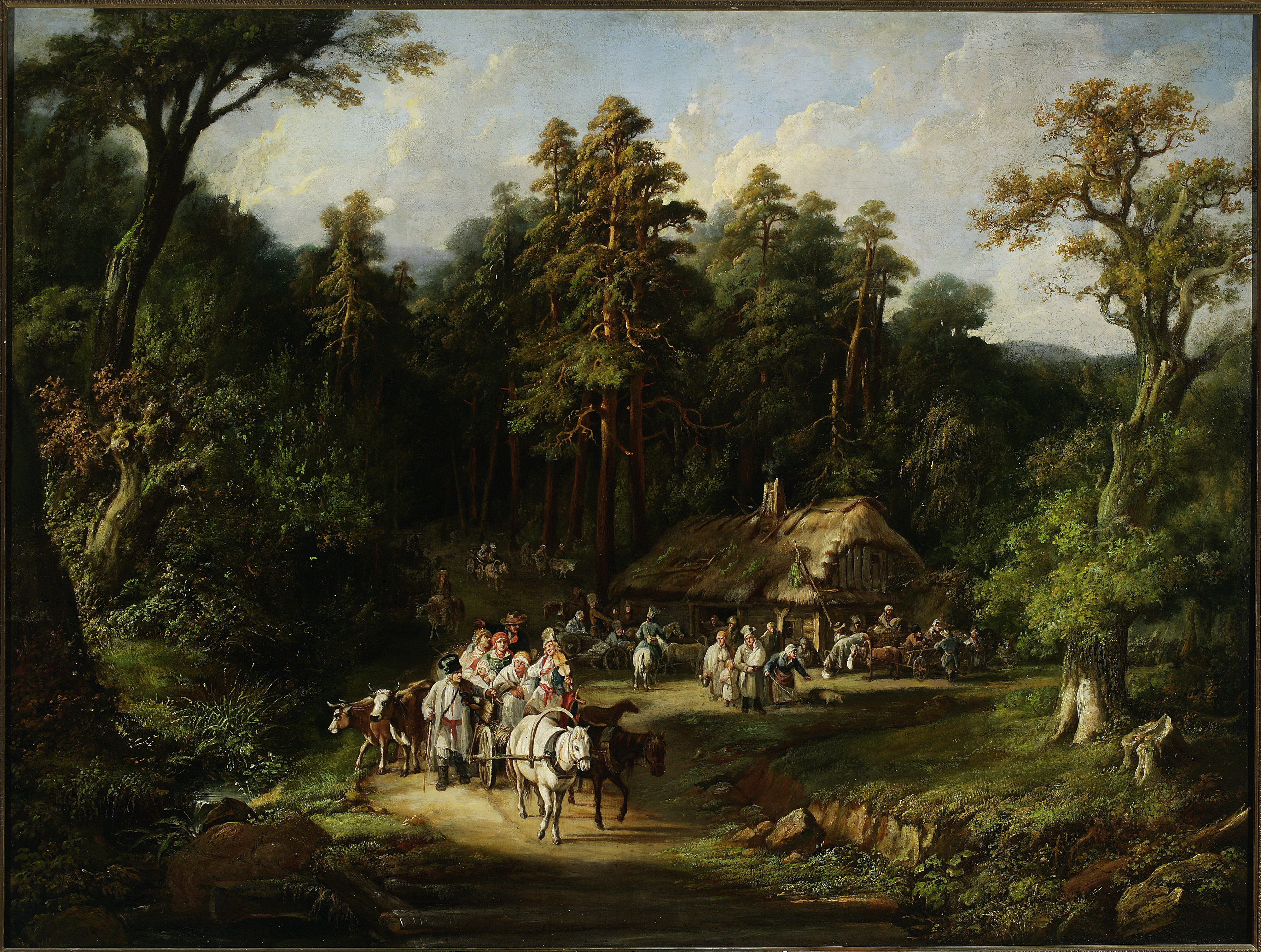
Jan Feliks Piwarski, Karczma „Ostatni Grosz”

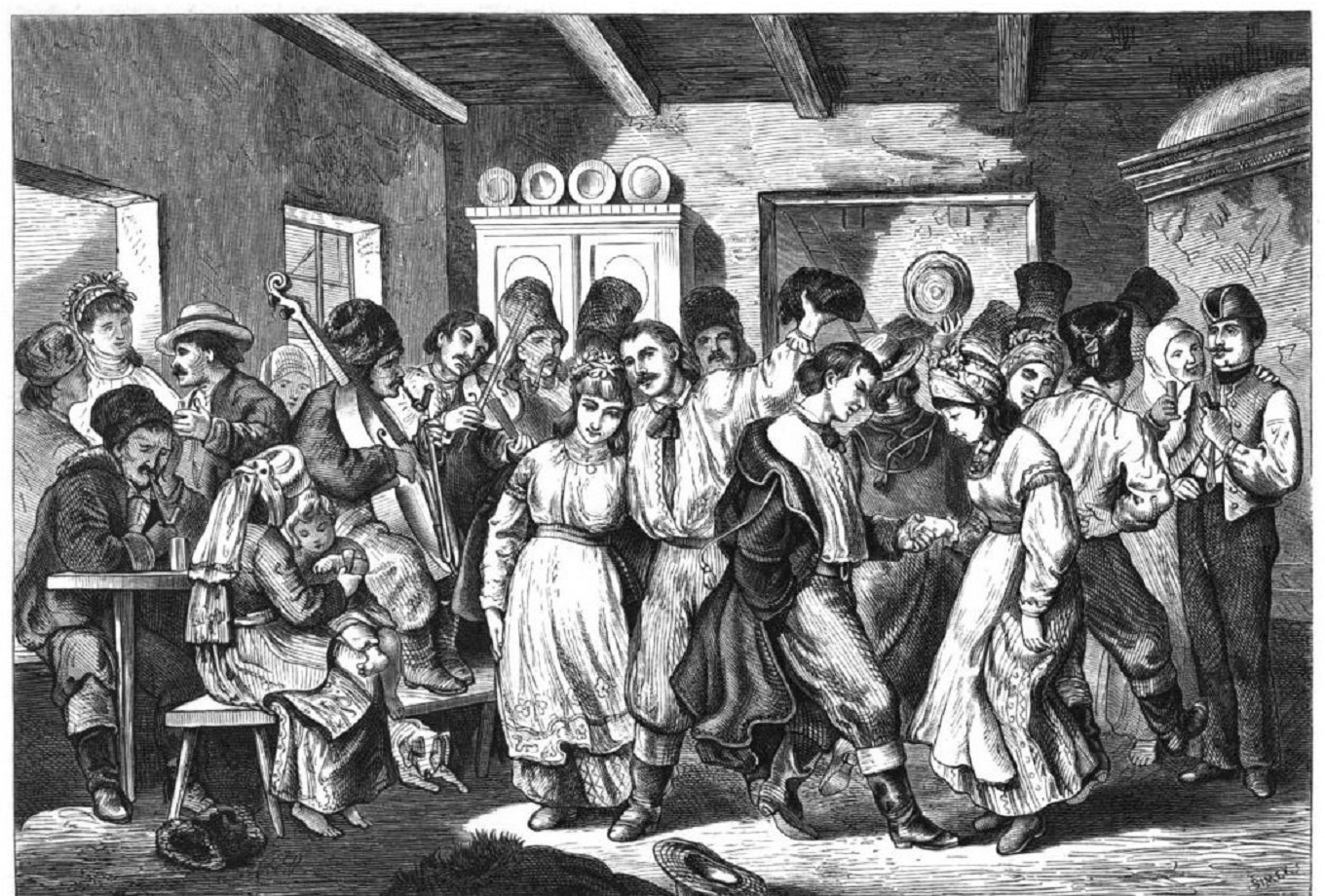
Zabawa w karczmie

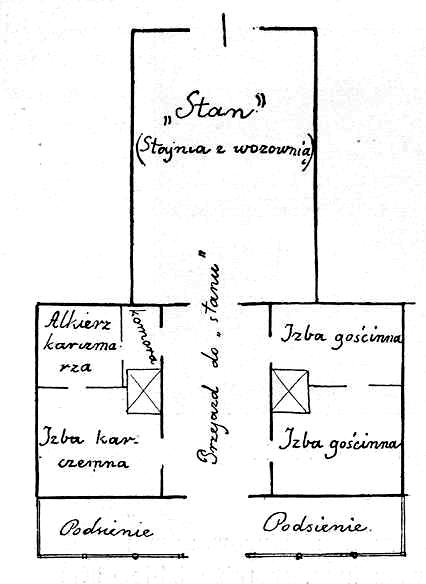
Rozkład pomieszczeń w karczmie I typu

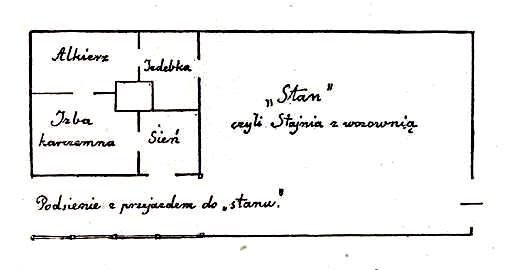
Rozkład pomieszczeń w karczmie II typu

Karczma (również austeria, oberża, zajazd, gospoda, gościniec) – budynek służący jako miejsce spotkań i wyszynku oraz czasami jako dom zajezdny przeznaczony dla podróżnych.

## Historia
Historia karczm w Polsce datuje się od wczesnego średniowiecza i związana jest z prawem propinacji. Początkowo stanowiły własność władcy, który nadawał przywilej ich prowadzenia zakonom, rycerstwu, a w okresie kolonizacji na prawie niemieckim sołtysom sprowadzającym osadników. Od 1494 obowiązywało prawo propinacyjne, zastrzegające wyłączność sprzedaży trunków dla właścicieli wiosek. Od tego czasu wina i miody były z karczem systematycznie wypierane przez wódkę.
Dla zwiększenia dochodów wprowadzano przymus propinacyjny nakazujący chłopom kupowanie napojów alkoholowych w karczmach wyznaczonych przez właścicieli majątków oraz tak zwane „narzuty”, czyli obowiązek kupowania trunków po cenie narzuconej przez dwory.
Do XVIII wieku karczmy, przeważnie drewniane, stawiano przy głównych traktach, często na rozstajach dróg, na przedmieściach miast, w rynkach miasteczek oraz we wsiach.
W XIX wieku pojawił się nowy typ karczem, wzorowany na francuskich i niemieckich Établissement. Były to przedsiębiorstwa rozrywkowo-rekreacyjne otoczone ogrodem lub małym parkiem, zlokalizowane na przedmieściach i terenach podmiejskich wielkich i średnich miast. 
Jednym z najbardziej znanych przykładów karczmy nowego typu jest Żółta Karczma na Służewie (Warszawa), o formie italianizującej, zbudowana w 1846 według projektu Franciszka Marii Lanciego. Takim miejscem była też leśniczówka Teodora Milscha na ówczesnych obrzeżach rozwijającej się Łodzi (wspomniana m.in. w Ziemi Obiecanej Władysława Reymonta), oferująca gościom nie tylko nocleg z restauracją i piwiarnią, ale także salę taneczną, teatr, muszlę koncertową, kręgielnię czy cyklicznie organizowane lunaparki i widowiska sportowo-rozrywkowe. Wszystko to otaczał leśny ogród piknikowy ze stawami, przystanią dla łódek, łowiskiem rybnym, elektrycznie oświetlaną zjeżdżalnią czy wieżą dla skoczków wyczynowych. Karierę obiektu przerwał rozwój miasta i urbanizacja okolicznych terenów.
Początkowo głównym pomieszczeniem karczmy była duża izba szynkowa, później powiększano je o pokoje zajezdne oraz stajnie i wozownie (stan). Często bryła budynku wyposażona była w ganki oraz podcienia i zwieńczona dachem polskim. W okresie klasycyzmu, w karczmach murowanych, charakterystycznymi elementami architektonicznymi były portyki i ryzality.
W Polsce występowały głównie dwa typy karczm:
- rzadziej spotykana na planie litery T, gdzie stan usytuowany jest prostopadle do budynku mieszkalnego na osi sieni przejazdowej
- na planie prostokąta – stan na przedłużeniu części mieszkalnej, z wjazdem od strony szczytowej przez podsienie.

Nieliczne zachowane karczmy polskie to:
- karczma „Rzym” w Suchej Beskidzkiej – powstała na początku XVIII wieku,
- karczma „Budzyń” w Lublinie – obecny budynek ma kształt uformowany w pierwszej połowie XIX wieku i jest oznaką przebiegającego tu wcześniej traktu Litewskiego,
- karczma u Karola Malajki w Opolu (XIX wiek) zachowana w pierwotnym stanie, nadal pełni swoją funkcję,
- „Stara Karczma” w Jeleśni,
- karczma w Ptaszkowie – barokowa, z końca XVIII wieku, posiada arkadowy ganek[5],
- karczma w Sławkowie – przypuszczalnie z 1701,
- karczma „Ostatni Grosz” w Głownie z 1740 – prawdopodobnie najstarszy budynek miasta,
- karczma (austeria) wawerska z początku XIX wieku w Wawrze w Warszawie, obecnie Zajazd Napoleoński[6].

We Włoszech występują małe oberże określane jako osterie (wł. osteria).

## Galeria

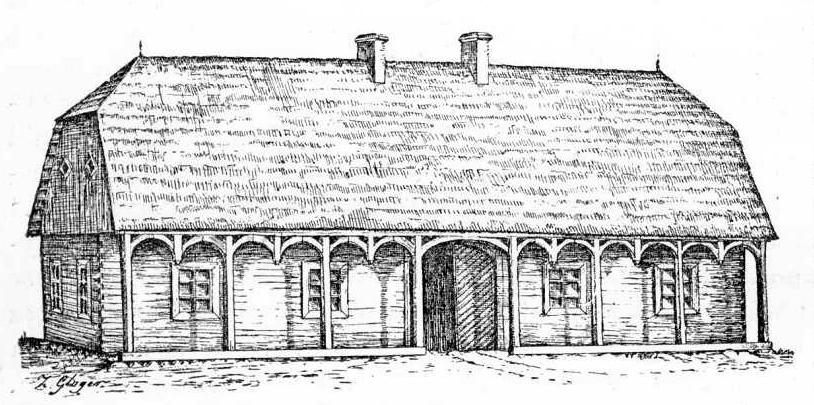
Zygmunt Gloger „Encyklopedia staropolska” gospoda XVIII wiek w Osowcu
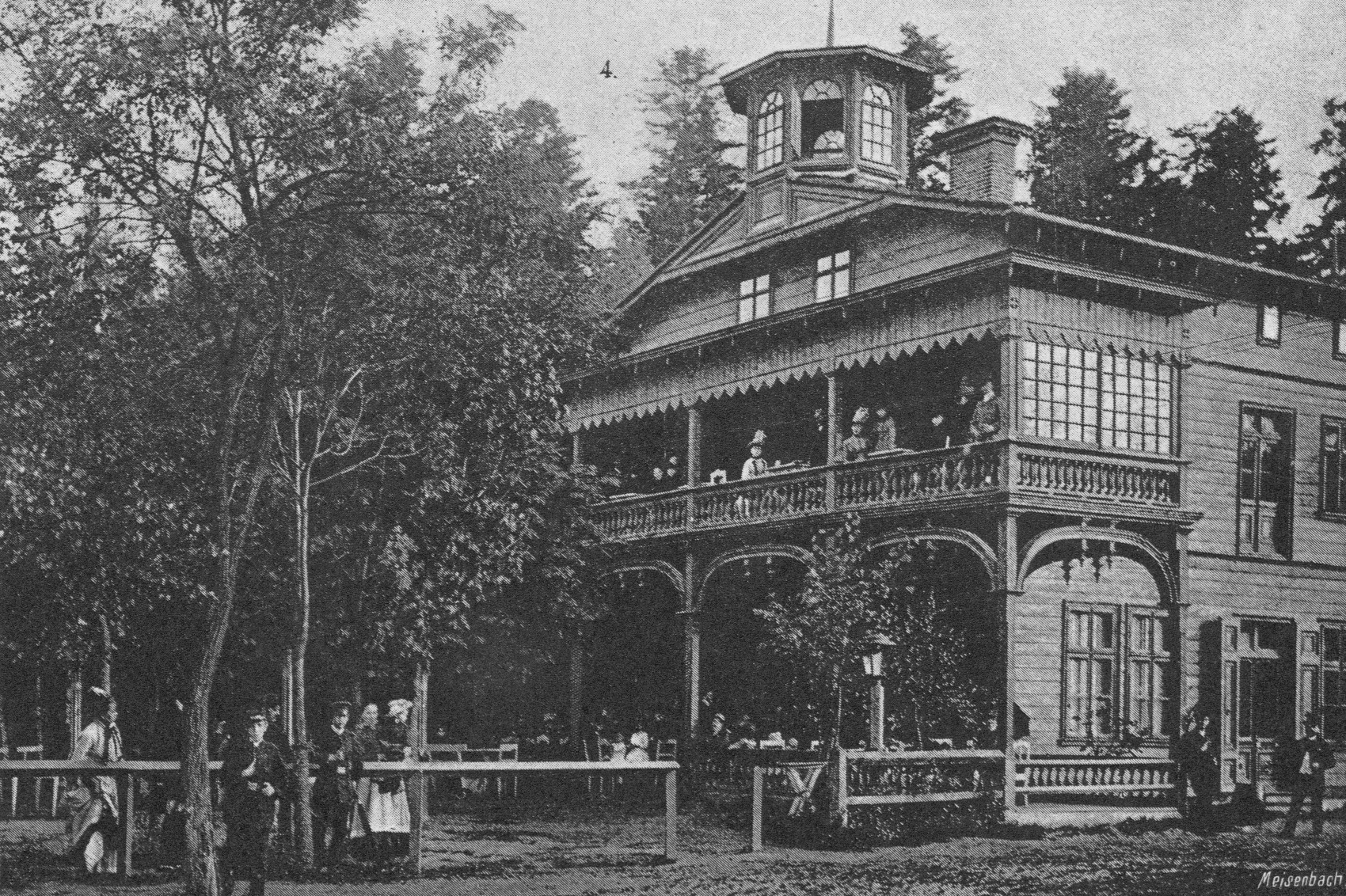
Leśniczówka Teodora Milscha w Łodzi (przed 1889)
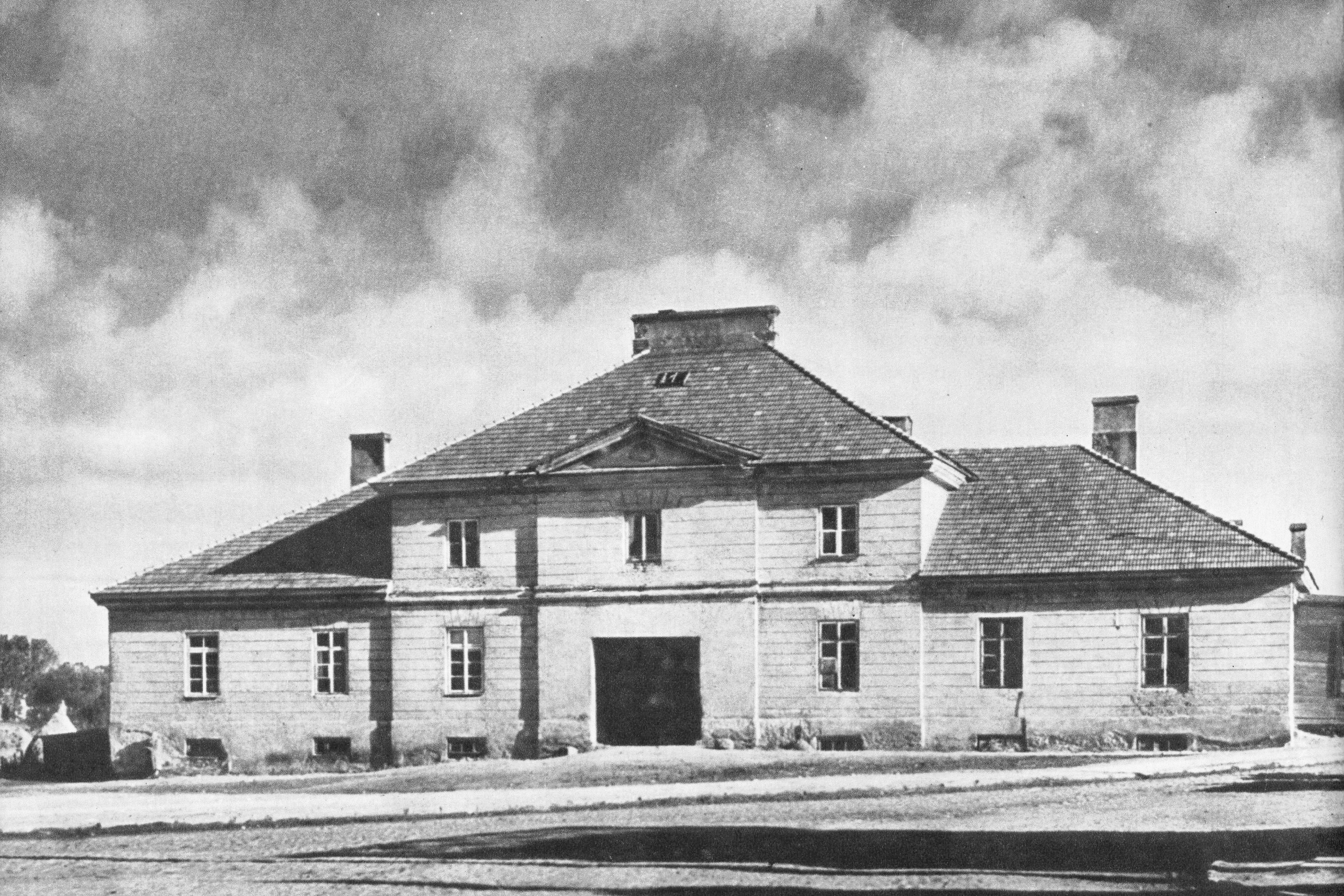
Karczma „Budzyń” w Lublinie na zdjęciu T. Chrzanowskiego z 1964
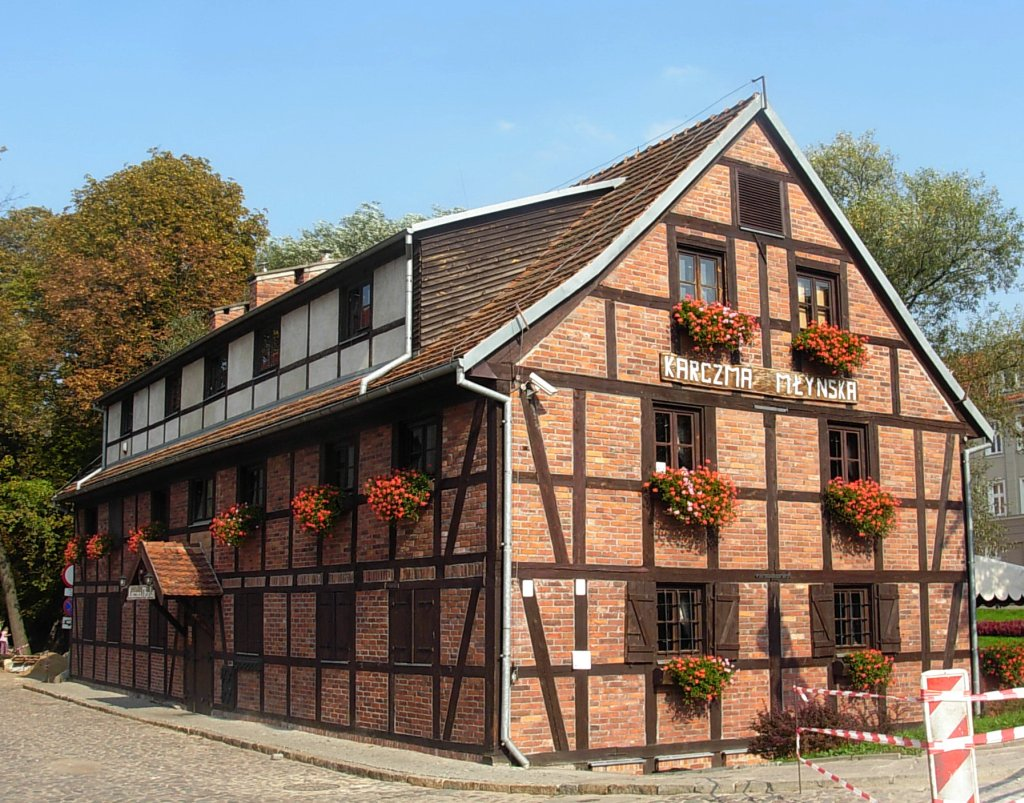
Karczma na Wyspie Młyńskiej w Bydgoszczy
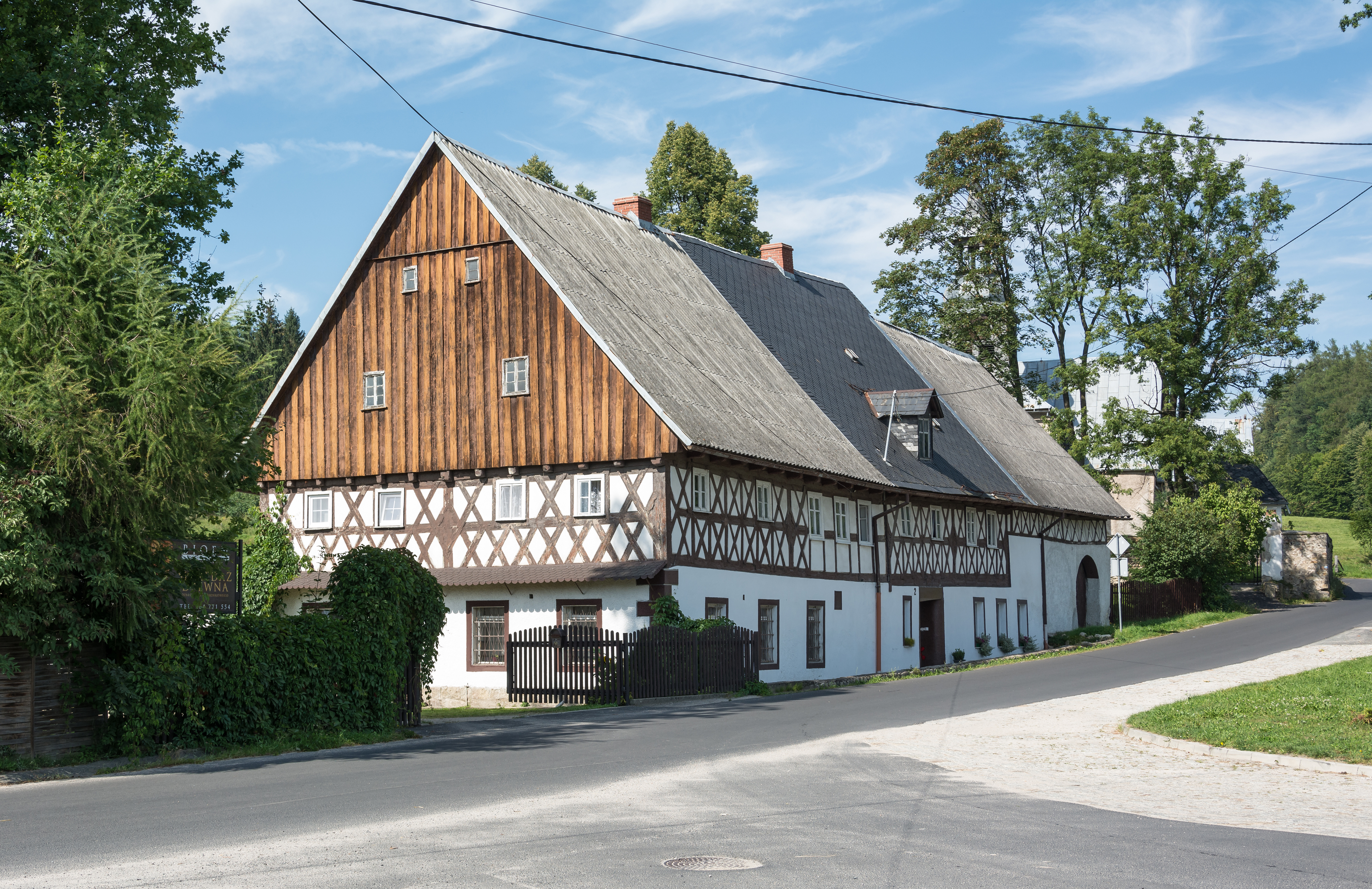
Dawna karczma sądowa w Bukowcu
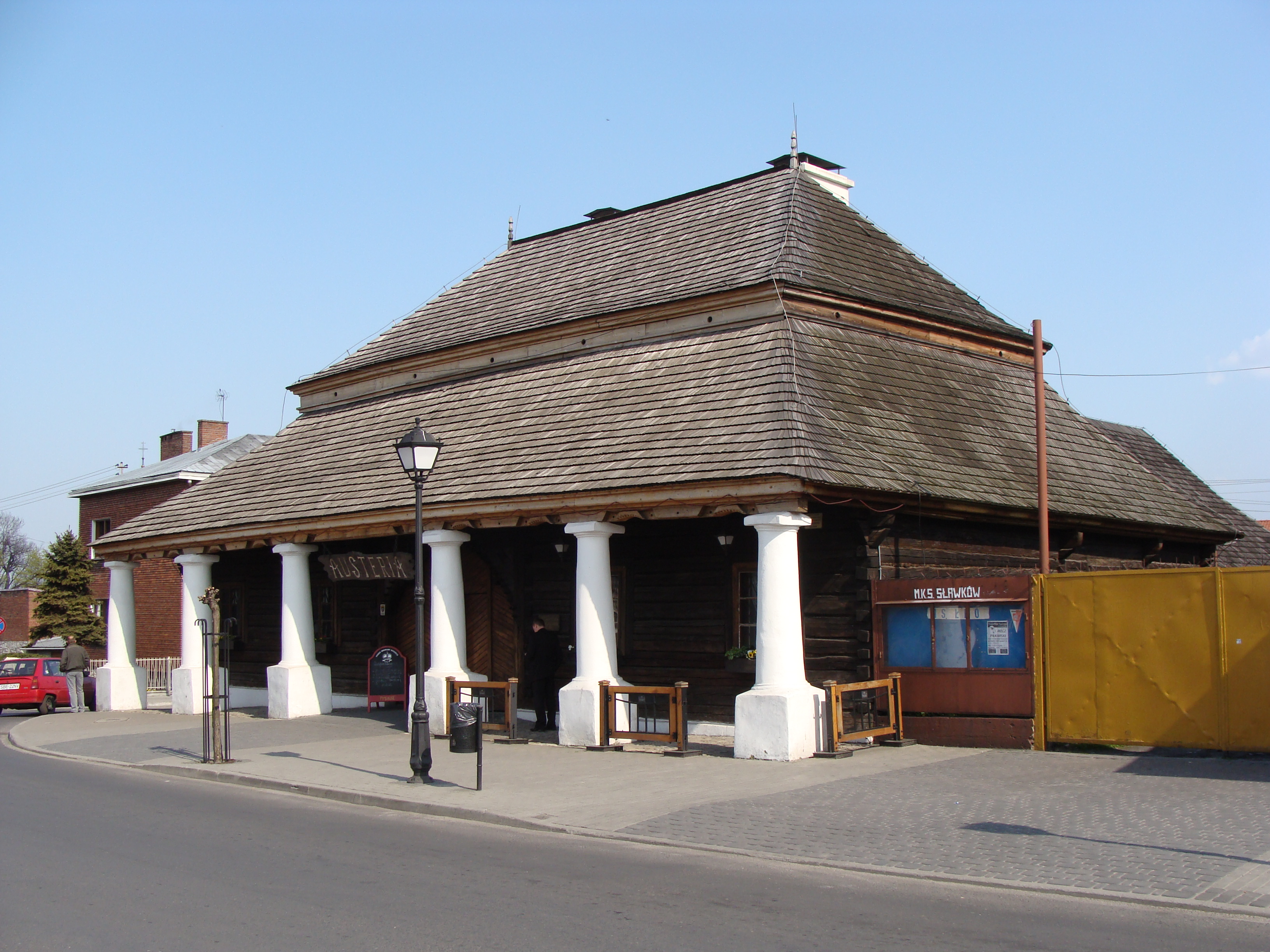
Austeria w Sławkowie
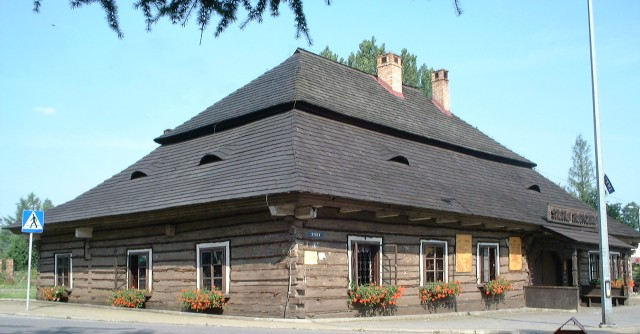
Karczma w Jeleśni
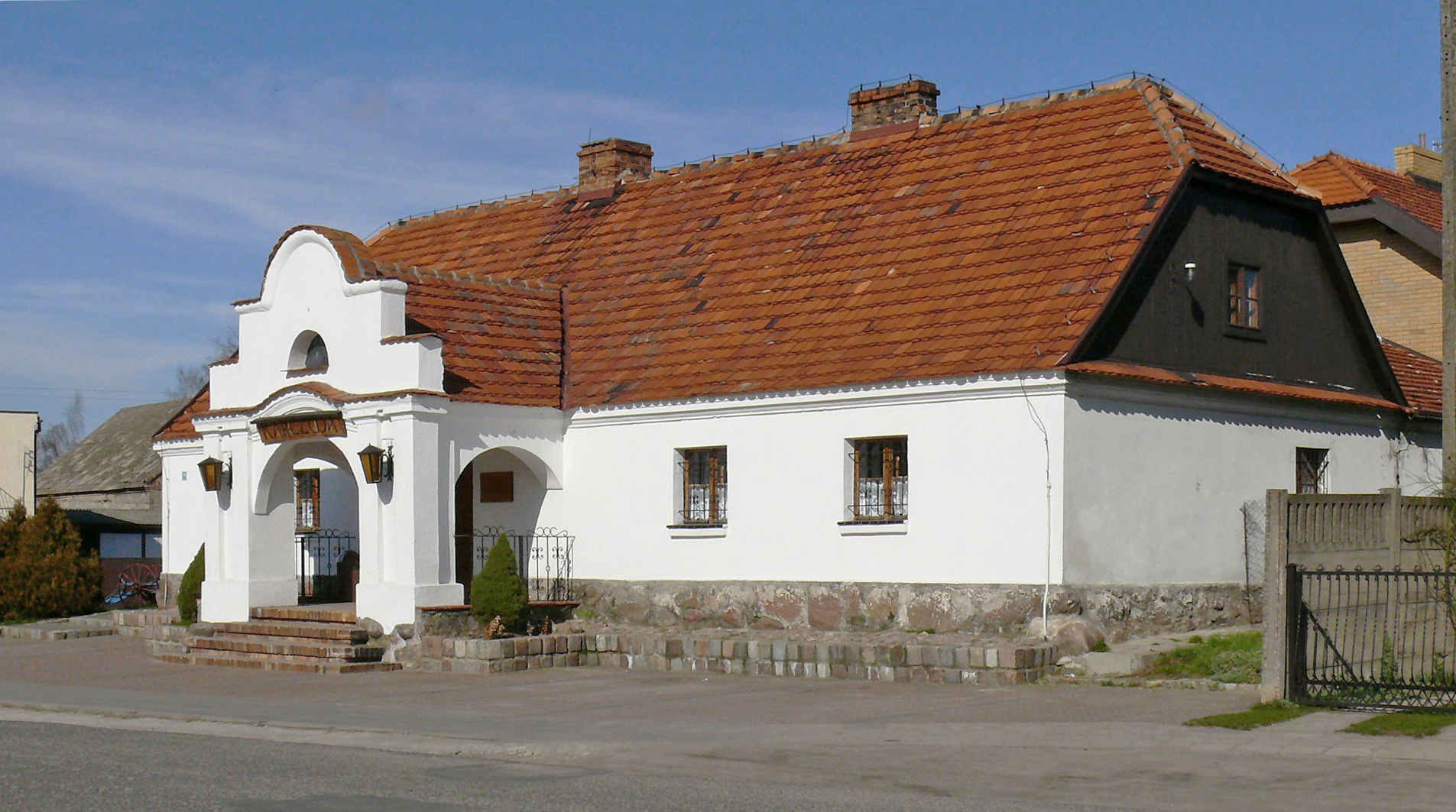
Karczma w Ptaszkowie
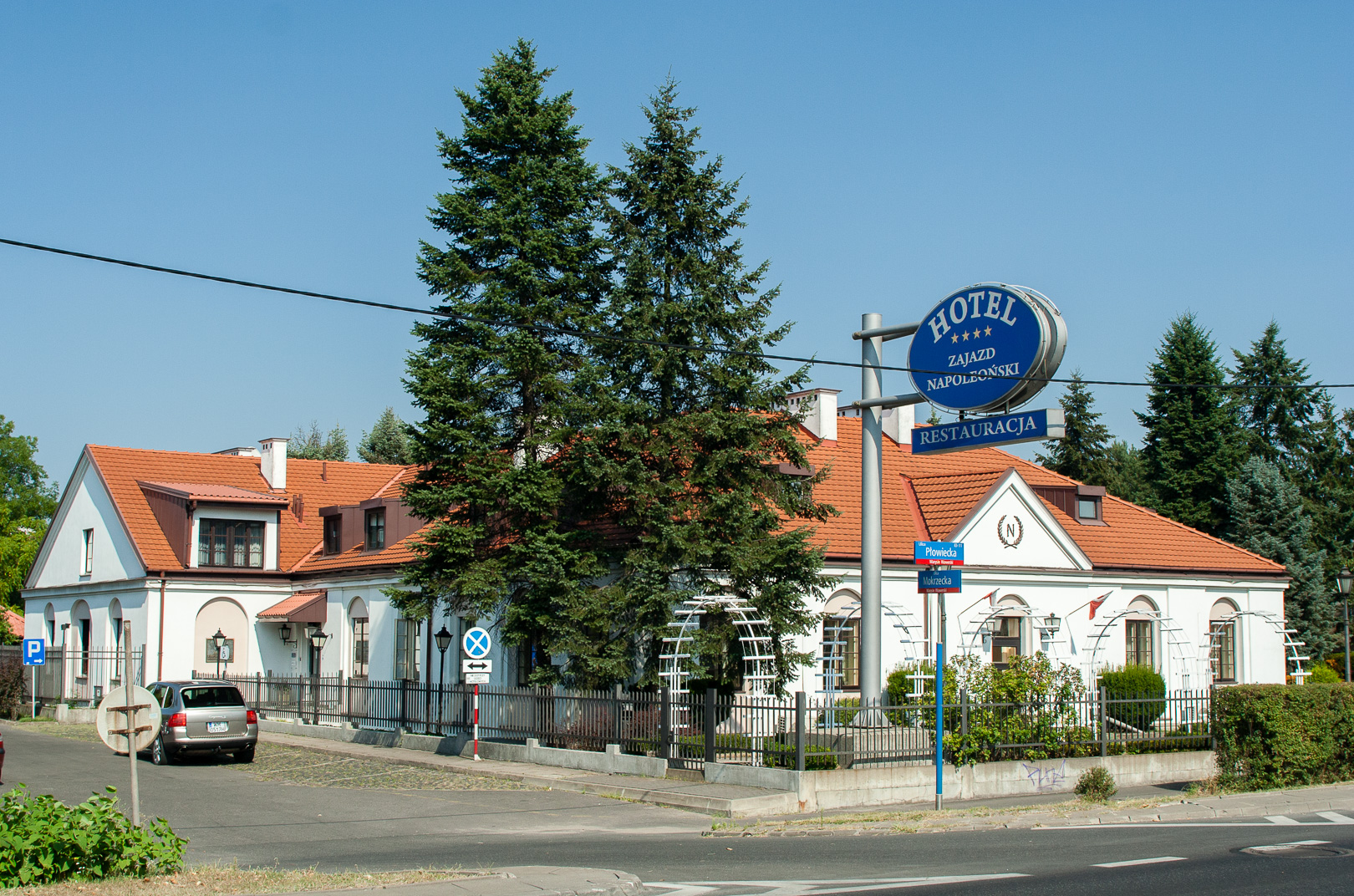
Dawna karczma (austeria) wawerska w Wawrze w Warszawie
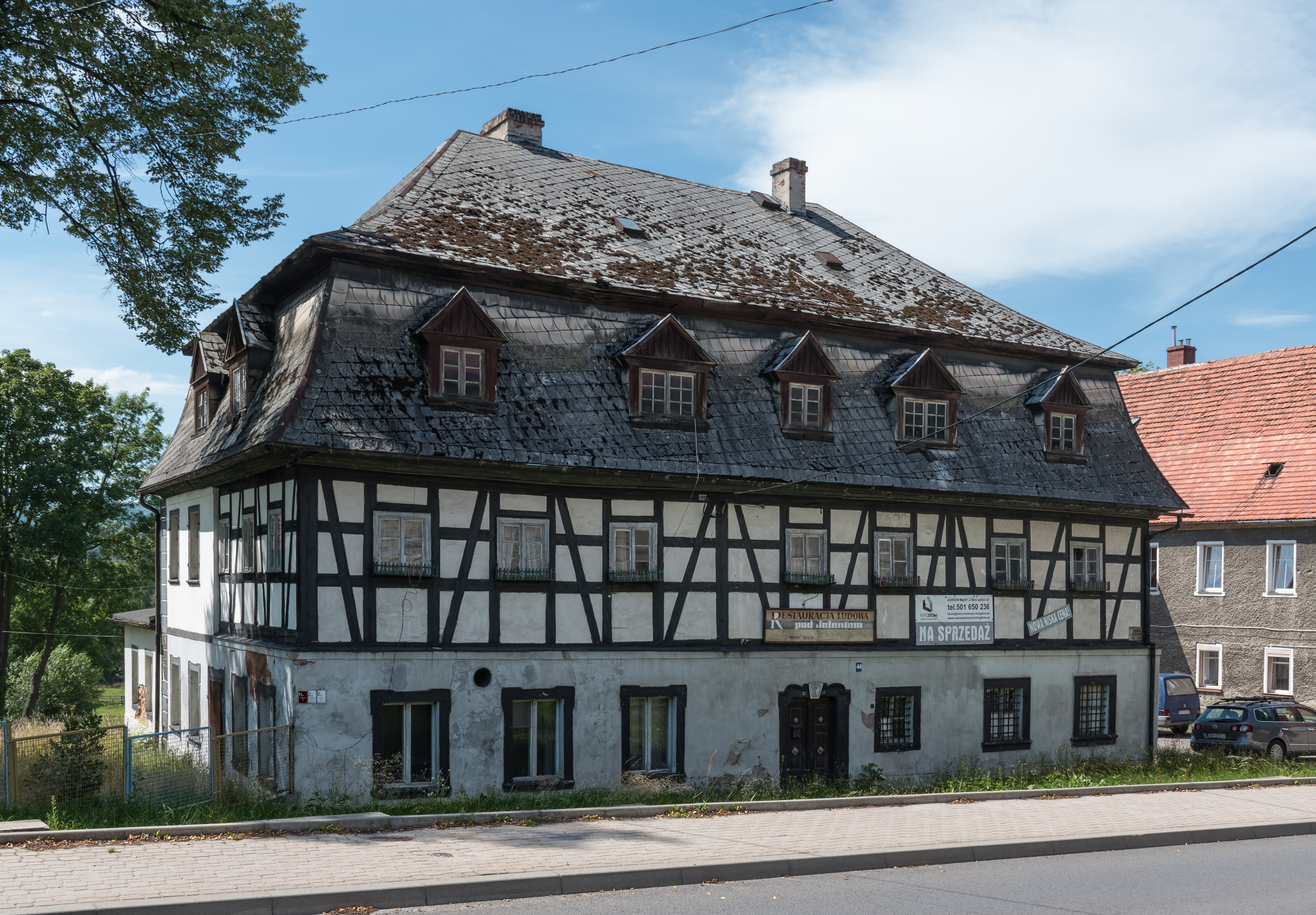
Karczma z 1784 w Głuszycy
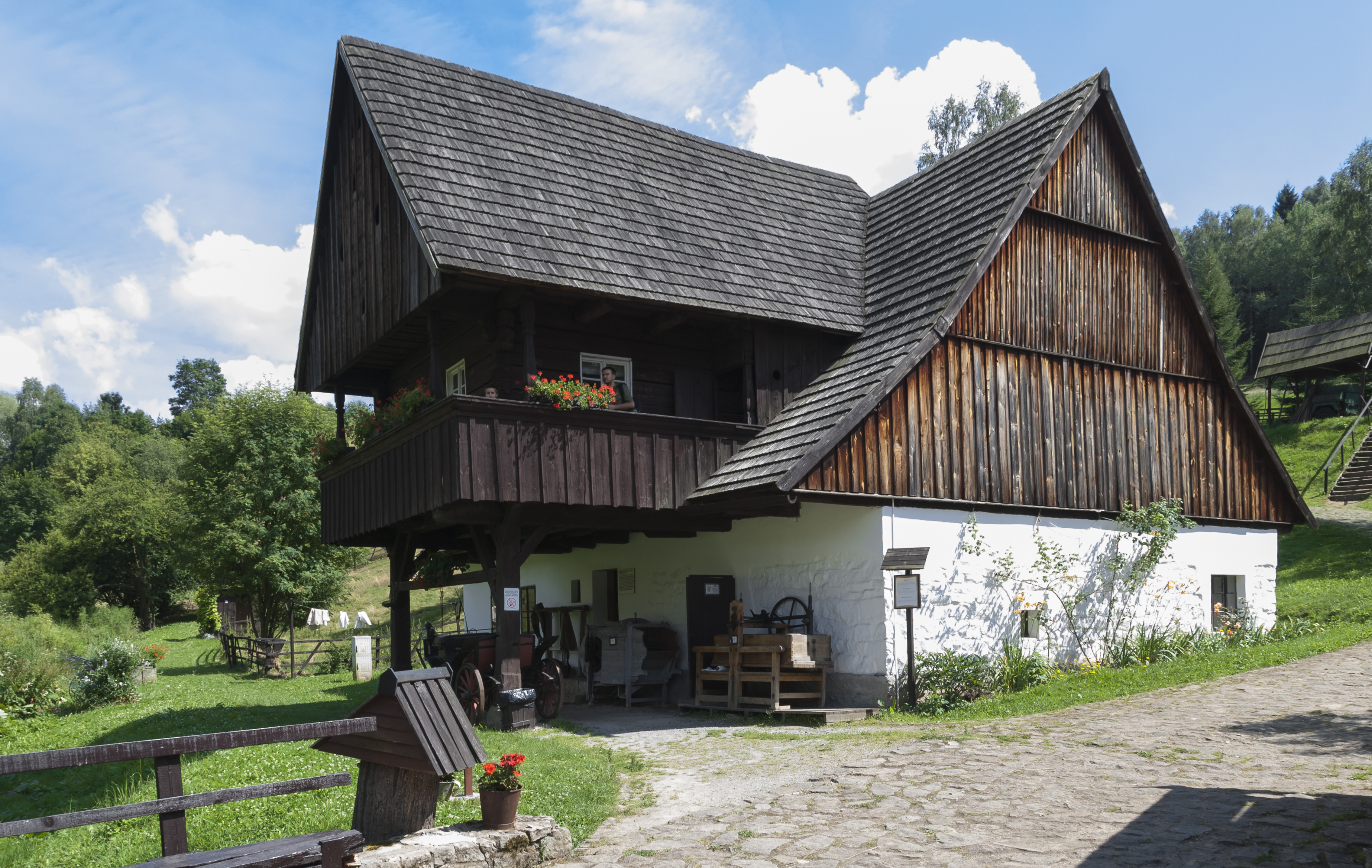
Zajazd z XIX wieku w Pstrążnej
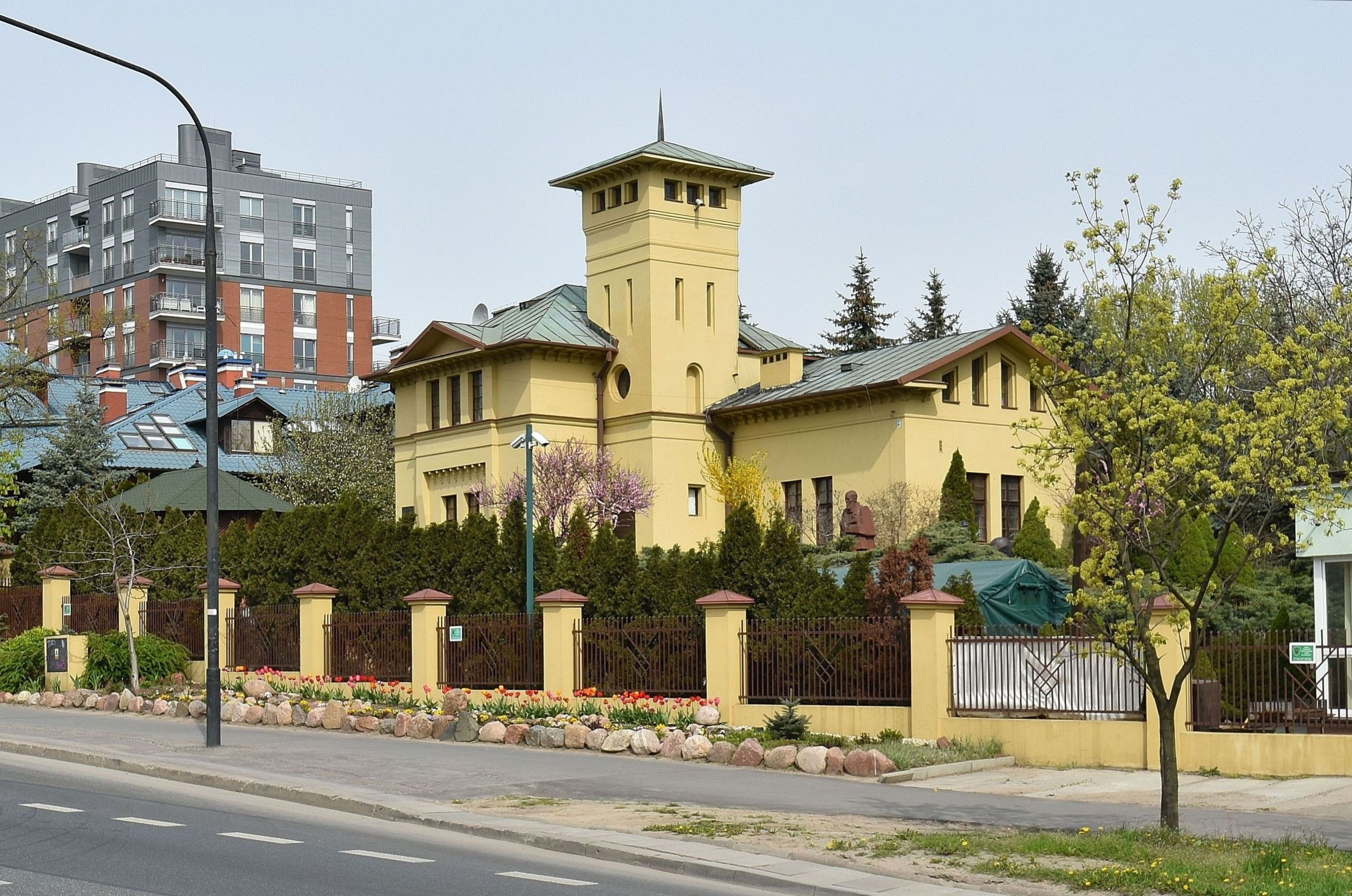
Żółta Karczma w Służewie (Warszawa) z 1846 – siedziba Muzeum Historii Polskiego Ruchu Ludowego
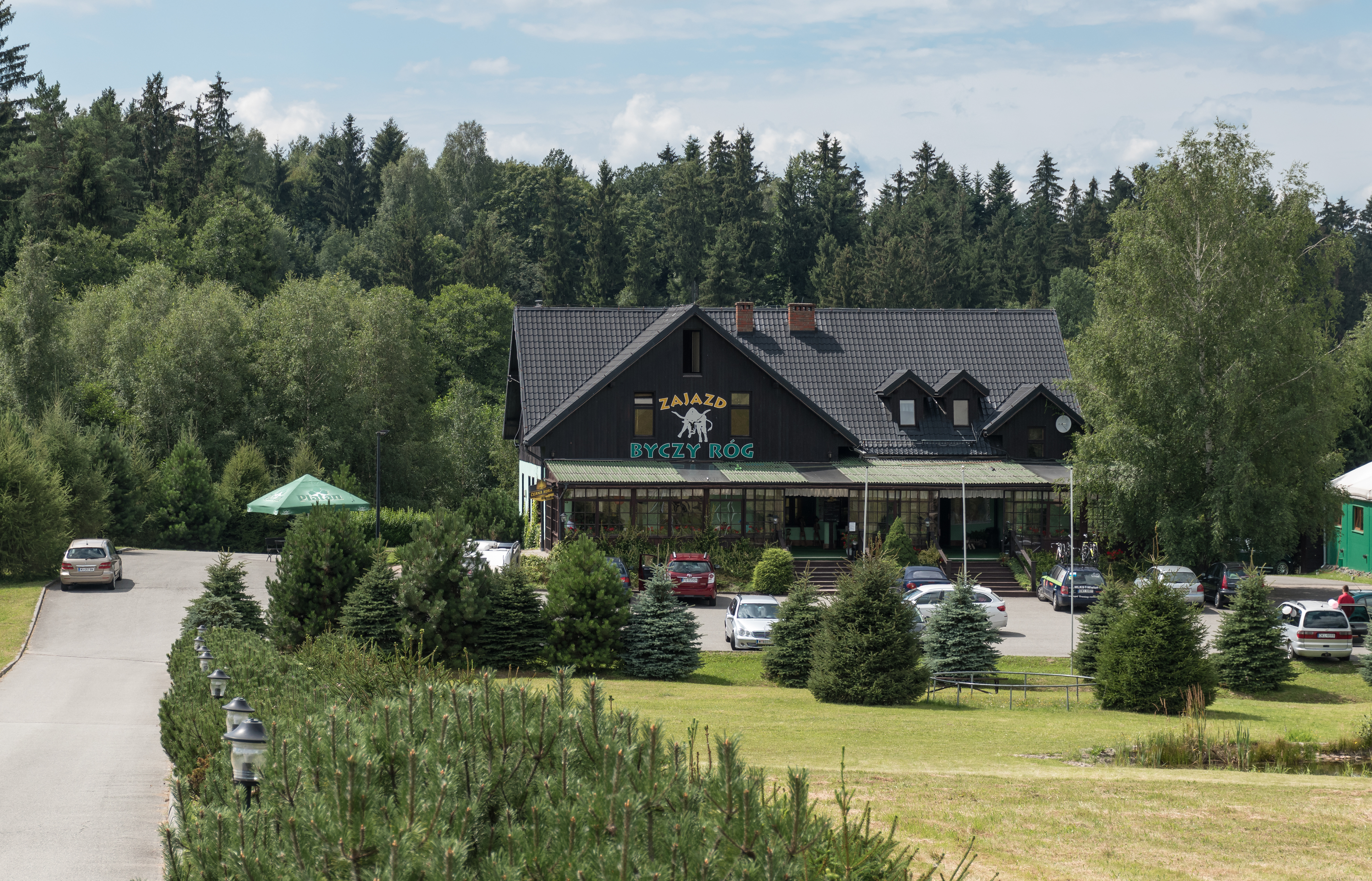
Współczesny zajazd w Boboszowie